# Тинло, Гюстав
Гюстав Тинло (фр. Gustave Tinlot; 19 марта 1887, Клермон-Ферран — 2 марта 1942, Рочестер) — французско-американский скрипач и музыкальный педагог.

## Биография
Окончил Парижскую консерваторию. Играл вторую скрипку в струнных квартетах Мориса Айо и Нестора Лежёна: с первым гастролировал в Англии, Нидерландах, Германии и Испании, со вторым участвовал в заметной серии парижских концертов «История квартета», включавшей множество редких и экзотичных сочинений. Затем был концертмейстером парижской Опера-комик.
С 1918 г. жил и работал в США. В 1918—1924 гг. концертмейстер Нью-Йоркского симфонического оркестра, участвовал в 1920 г. в его первых европейских гастролях, одновременно играл первую скрипку во Франко-американском квартете (вместе с Ребером Джонсоном, Солом Шарроу и Полем Кефером). Затем в течение одного сезона концертмейстер Миннеаполисского симфонического оркестра. В 1925 г. по приглашению Джорджа Истмена возглавил отделение скрипки в Истменовской школе музыки, которым руководил до конца жизни. Кроме того, играл первую скрипку в созданном Истменом Килбурн-квартете (вместе с Джералдом Кунцем, Самуэлем Беловым и снова Кефером), а до 1937 г. также был концертмейстером Рочестерского филармонического оркестра.